# Mannagräs
Mannagräs (Glyceria fluitans) är en art i familjen gräs.

## Beskrivning
Det är ett högväxt, vekt gräs som ofta växer i vatten, meterhöga strån med långa mattgröna strån. Den glesa vippan kan bli upp till en halv meter lång och är ofta ihopdragen. Vippgrenarna har få småax vilka kan bli tre centimeter långa och ha fler än 10 blommor. Ser speciell ut med sina långa småax och glesa vippor. Gräset blommar i juni och juli.
Ståndarknapparna är 2 mm långa, och oftast violetta.
Kan förväxlas med Skånskt mannagräs, Glyceria notata, och Linné skilde inte på de två arterna.

## Habitat
Vanlig i mellersta och södra Sverige och södra Finland
I södra Norge upp till 650 m ö h.
Finns i övrigt i hela Europa.
Finns på några få lokaler i Nordamerika, men är troligen inte ursprunglig där.

### Utbredningskartor
- Norden
- Norra halvklotet

## Biotop
Mannagräs trivs i fuktig mark t.ex. intill stränder, dammar och diken; i åar och skogskärr.

## Etymologi
Fluitans är latin och betyder flytande med syftning på att vippor och blad ofta flyter på vattnet där den växer.
Festuca (latin) betyder strå, stjälk.
Manna kommer av att fröna smakar gott och liknar mannagryn.

## Bygdemål
| Namn        | Trakt | Referens | Kommentar                                |
| ----------- | ----- | -------- | ---------------------------------------- |
|             |       |          |                                          |
| Flottgräs   |       | [ 1 ]    | Flyter som en flotte                     |
| Gåsgräs     |       | [ 2 ]    | Gåsgräs därför att gäss gärna äter fröna |
| Linnare     | Närke | [ 3 ]    |                                          |
| Svinsvingel |       | [ 2 ]    |                                          |